# Блюментритт, Гюнтер
Гюнтер Блюментритт (нем. Günther Blumentritt; 10 февраля 1892 — 12 октября 1967) — немецкий офицер, участник Первой и Второй мировых войн, генерал пехоты, кавалер Рыцарского креста с Дубовыми листьями.

## Начало военной карьеры
В мае 1911 года поступил на военную службу фанен-юнкером (кандидат в офицеры), в пехотный полк. С ноября 1912 года — лейтенант.

## Первая мировая война
В 1914—1917 годах — адъютант батальона. В 1918 году — адъютант полка, старший лейтенант. В августе 1918 года — ранен, после госпиталя — адъютант пехотной бригады. За время войны награждён Железными крестами обеих степеней и ещё двумя орденами.

## Между мировыми войнами
В 1919 году — командир роты в добровольческом корпусе «Тюрингия», бои против коммунистов. Затем продолжил службу в рейхсвере. К началу Второй мировой войны — полковник, начальник оперативного отдела штаба 12-й армии (с 18 августа 1939).

## Вторая мировая война
2 сентября 1939 года переведен в штаб группы армий «Юг», начальник оперативного отдела (23 — 26 октября 1939). Затем, с 26 октября 1939 по 25 октября 1940 года — начальник оперативного отдела группы армий «А». Участник Польской и Французской кампаний. С 25 октября 1940 года — начальник штаба 4-й армии.
С 22 июня 1941 года — участвовал в боях в Белоруссии, затем на Московском направлении.
С 17 января 1942 года — 1-й обер-квартирмейстер и заместитель начальника штаба командования сухопутных войск. За бои под Москвой награждён Немецким крестом в золоте. С 24 сентября 1942 по 3 января 1943 года, и с 10 июня по 10 сентября 1944 года — начальник штаба группы армий «Д» (во Франции). Участник боёв в Нормандии летом 1944 года. В сентябре 1944 года награждён Рыцарским крестом.
10 сентября 1944 года был переведён в резерв высшего командования вермахта. С 1 октября по 18 ноября 1944 года — командующий 86-м армейским корпусом. Одновременно, с 20 октября 1944 года — командующий 12-м корпусом СС (в Нидерландах), а также с 23 ноября 1944 года — корпусной группой «Блюментритт» (12-й корпус СС и 86-й армейский корпус) в составе 5-й танковой армии.
С 29 января по 28 марта 1945 года — командующий 25-й армией (в Нидерландах). В феврале 1945 года награждён Дубовыми листьями к Рыцарскому кресту. С 28 марта по 10 апреля 1945 года — командующий 1-й парашютной армией. С 10 апреля по 6 мая 1945 года — командующий армейской группой «Блюментритт» (в Шлезвиг-Гольштейне). С 6 мая 1945 года — главнокомандующий в Шлезвиг-Гольштейне.
1 июня 1945 года взят в британский плен.

## После войны
Освобожден из плена 1 января 1948 года.

## Присвоение воинских званий
- Фанен-юнкер (20 сентября 1911)
- Фенрих (27 января 1912)
- Лейтенант (19 ноября 1912)
- Старший лейтенант (22 марта 1918)
- Капитан (1 апреля 1926)
- Майор (1 сентября 1933)
- Подполковник (1 апреля 1936)
- Полковник (1 октября 1938)
- Генерал-майор (16 января 1942)
- Генерал-лейтенант (1 декабря 1942)
- Генерал пехоты (1 апреля 1944)

## Награды
- Железный крест 2-го класса (29 сентября 1914)
- Железный крест 1-го класса (18 марта 1916)
- Почётный крест княжества Шварцбург[нем.] 3-го класса с мечами (3 января 1915)
- Королевский ордена Дома Гогенцоллернов рыцарский крест с мечами (7 июля 1918)
- Нагрудный знак «За ранение» (1918) в чёрном
- Почётный крест Первой мировой войны 1914/1918 с мечами (29 декабря 1934)
- Медаль «За выслугу лет в вермахте» 1-го класса (2 октября 1936)
- Медаль «В память 13 марта 1938 года»
- Медаль «В память 1 октября 1938 года» с планкой Пражский Град
- Пряжка к Железному кресту 2-го класса (19 сентября 1939)
- Пряжка к Железному кресту 1-го класса (29 сентября 1939)
- Орден Святого Саввы 2-го класса (23 октября 1939) (Королевство Югославия)
- Медаль «За зимнюю кампанию на Востоке 1941/42» (7 августа 1942)
- Немецкий крест в золоте (26 января 1942)
- Рыцарский крест Железного креста с дубовыми листьями 
  - рыцарский крест (13 сентября 1944)
  - дубовые листья (№ 741) (18 февраля 1945)